# Alur, Maddur
Alur là một làng thuộc tehsil Maddur, huyện Mandya, bang Karnataka, Ấn Độ.